# Анархизм в Корее
Анархизм в Корее берет свое начало с движения за независимость Кореи в период японского правления (1910—1945 гг.). Корейские анархисты объединились в федерацию на своей части континента, включая создание групп на материковой части Японии и в Маньчжурии, но их усилия были подорваны региональными и мировыми войнами.

## История

### Период зарождения

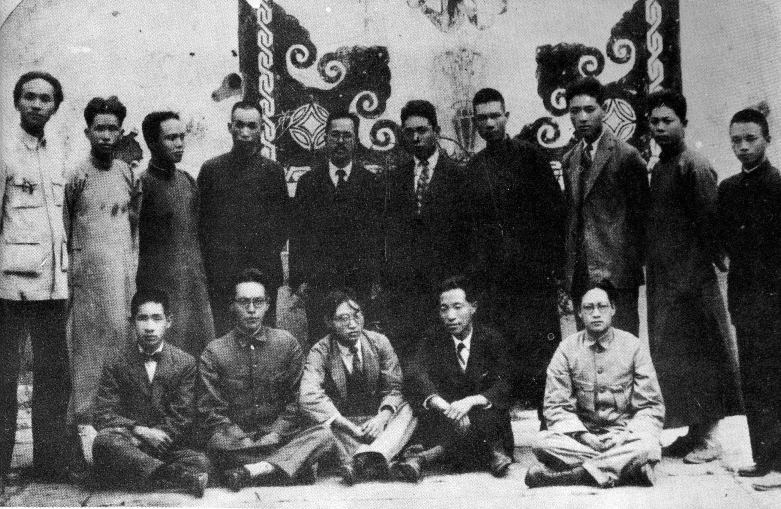
Корейская анархистская федерация 1928 г.

Японская оккупация Кореи в 1910 году способствовала развитию национально-освободительного движения, более радикальные сторонники которого тяготели к анархизму. После борьбы за независимость под руководством Движения 1 марта 1919 года, в ходе которой было убито 7 500 человек, большое количество корейцев эмигрировало в Маньчжурию, образовав там независимые общины.
В 1923 году Син Чхэхо опубликовал свою «Декларацию корейской революции», в которой предостерегал корейцев от замены одного угнетателя другим или превращения в общество, которое будет эксплуатировать другого. Он настаивал на том, что революция должна гарантировать новые свободы и материальные улучшения, а не только устранение иностранного контроля. Корейские анархисты назвали свою газету «Тальхван» («Восстановление») и выступали за анархо-коммунизм. Японский правящий класс занял реакционную позицию по отношению к анархистам и корейцам, обвинив их в землетрясении в Токио в том же году.

### Организационный период
Находясь в изгнании в 1927 году, Син Чхэхо вместе с другими корейскими анархистами создал Восточную анархистскую федерацию (ВАФ). В ВАФ входили члены из Китая, Японии и Вьетнама. «Манифест» был принят ими в качестве платформы.
Маньчжурия, в частности, стала питательной средой для нового анархистского движения Кореи, поскольку недолговечная Корейская народная ассоциация в Маньчжурии (КНАМ), которая представляла собой автономную анархистскую зону в Маньчжурии, недалеко от корейской границы, объявила о своем образовании в 1929 году. КНАМ была организована на принципах федерализма, экономики дара и взаимопомощи, и до сих пор считается одним из самых важных событий в корейском анархизме.

### Послевоенный период
После окончания Второй мировой войны Корея стала первым регионом в Азии, где возникло значительное анархистское движение, учитывая, что в Китае существовал государственный коммунизм, а в оккупированной американцами Японии были широко распространены репрессии против социалистических убеждений. Хотя до войны Корейская анархистская федерация выступала против единого национального фронта, во время войны некоторые анархисты присоединились к своему правительству в изгнании в борьбе за независимость. Некоторые анархисты призывали к союзу с правительством для защиты Кореи от иностранных захватчиков, а другие продолжали выступать за создание федерации автономных единиц по всей стране. После войны рабочие и крестьяне начали процесс социальной реконструкции через независимые профсоюзы, но этот процесс был заторможен навязыванием правительства иностранными силами (США и Советский Союз) в 1948 году, что привело к Корейской войне в 1950-х годах.

## Современный анализ
Многие различные группы и отдельные люди обсуждали характеристики раннего корейского анархизма и то, насколько он отличался от того, что эти группы считают анархистским идеалом, в частности, националистические и расовые тенденции, присутствующие как в группах, так и в отдельных членах движения. В частности, Донгюн Хванг и Генри Эм критиковали традиционную западную концепцию анархистской идеологии, которая мешает полному пониманию целей группы, а также считали, что многие западные анархисты пытаются романтизировать группу и её цели. Это современное понимание многогранного корейского анархизма, который основан не только на работах традиционных анархистских теоретиков, но и на национальной независимости от японцев, находит отклик в современной цитате корейско-китайского анархиста Сим Ёнчхоля:
«Корейские анархисты, поскольку они были рабами, потерявшими свою страну, должны были с привязанностью полагаться на национализм и патриотизм и поэтому на практике испытывали трудности в различении того, какая идея была их главной, а какая второстепенной. Причина была в том, что враг у них был один — японский империализм. Моя жизнь — это жизнь, которая дрейфовала с таким противоречием внутри».